# لوسنیاک آجمیان
لوسنیاک آجمیان (ارمنی: Լուսնյակ Աճեմյան؛  تاریخ تولد ۱۸۵۴ – تاریخ مرگ نامعلوم) یک بازیگر و خواننده سوپرانو اهل ارمنستان بود. وی بین سال‌های ۱۸۷۰ تا - میلادی فعالیت می‌کرد.

## زندگی‌نامه
وی در ۱۸۵۴ در کنستانتینوپل به دنیا آمد.  تاریخ مرگ نامعلوم است